# Наумов, Иван Сергеевич
Нау́мов Ива́н Серге́евич (эсп. Iván Naúmov) (род. 20 сентября 1971 года, Москва, СССР) — российский писатель-фантаст, поэт и сценарист. С 1992 по середину 2000-х годов был активным поэтом на языке эсперанто; представитель Московской школы эсперанто-поэзии. С середины 2000-х годов, после окончания Высших литературных курсов, стал публиковать фантастические рассказы и повести. Критики относят его творчество в фантастической литературе к «цветной волне» российской фантастики. Является одним из авторов сценария фильма «Балканский рубеж» и автором одноимённого романа. Обладатель ряда литературных премий, в том числе эсп. Liro и премии Ивана Петровича Белкина.

## Биография
Родился 20 сентября 1971 года в Москве. В 1993 году закончил МИРЭА по специальности инженер-оптик. Начинал трудовую деятельность в сфере международного туризма, а впоследствии стал работать в области перевозок опасных грузов.

### Эсперанто-поэт
В 1990 году Наумов познакомился с языком эсперанто и до начала 2000-х участвовал в Российском молодёжном эсперанто-движении, входил в число организаторов ряда значимых российских и международных эсперанто-мероприятий 90-х годов. В начале 1992 года Наумов дебютировал в литературном альманахе Московского литературного эсперанто-клуба эсп. Cerbe kaj Kore с переводами Николая Гумилёва. В дальнейшем его творчество было широко представлено в эсперанто-язычной периодике оригинальной поэзией. В 1992—1993 был главным редактором эсп. Pado sunen — литературного приложения эсперантоязычной газеты эсп. Jene, издававшейся в Чебоксарах известным эсперанто-активистом Александром Блиновым. Литературные критики относили поэзию Наумова на эсперанто к Московской школе эсперанто-поэзии, хотя Николай Гудсков, сравнивая творчество Наумова с поэзией Е. И. Михальского, считал его исключением из традиционной российской и советской эсперанто-поэзии. Борис Колкер отмечал, что Наумов практически не использовал неологизмы, распространённые в эсперанто-поэзии, и при этом добивался волшебности образов. Появление яркого поэта было отмечено премией эсп. Liro—92, присуждённой редакцией журнала эсп. La Ondo de Esperanto. В 1995 году вышла первая книга автора, главной особенностью которой было объединение в один том двух сборников, на двух языках и с двумя обложками. Часть на эсперанто называлась «эсп. Plejo», а на русском «Музыка — это сны». Если русскоязычный сборник «Музыка — это сны» остался незамеченным, то «Plejo» был тепло принят критиками, которые сравнивали стихотворения Наумова с импрессионизмом в изобразительном искусстве. Отмечалось, что поэтические образы в сборнике не абстрактны, а реалистичны, но при этом словно написаны пастелью. На литературном конкурсе журнала эсп. Litova Stelo сборник получил первую премию. В 1997 году Наумов представлял своё творчество в рамках официальной программы Всемирного конгресса эсперантистов в Тампере.

### Писатель-фантаст
С 2004 года Иван Наумов начал активно участвовать в сетевых литературных конкурсах, вскоре появились первые публикации в фантастических сборниках и периодике. В 2006 году окончил с красным дипломом Высшие литературные курсы Литературного института им. Горького (семинар Е. Ю. Сидорова). В 2007 году в сборнике «Предчувствие Шестой волны» (составлен писателем-фантастом Андреем Лазарчуком) вышел рассказ «Гарлем — Детройт», который был положительно воспринят критикой. Отмечалось, что рассказ входит в тройку лидеров сборника.
В 2008 году в издательстве «Форум», специализировавшемся на неформатной литературе, вышел первый сборник рассказов Ивана Наумова на русском языке «Обмен заложниками». Некоторые рассказы, вошедшие в сборник, были написаны для конкурса «Мини-проза», в котором автор к моменту выхода сборника побеждал четыре раза. Сам сборник участвовал в фестивале фантастики «Звёздный мост» и был удостоен третьего места в номинации «Дебютные книги» (Бронзовый кадуцей). Критики отмечали, что Наумов выбрал формат фантастического рассказа для «художественного исследования нравственной и мировоззренческой проблематики нашей сегодняшней жизни». Рассказ «Четвертое октября», представленный в книге, был выдвинут на соискание литературной премии имени Юрия Казакова (лучший рассказ года), но в финал конкурса выйти не смог. Критик Лев Данилкин, оценивая первый сборник Ивана Наумова, так охарактеризовал его творчество:

Он выстраивает сюжет резкими, непредсказуемыми движениями, за которыми ты, как правило, не успеваешь. Далее следует нетривиальное развитие атаки — еще более сильный ход, смена регистра; и так раздраженный, полностью дезориентированный, ты вдруг ощущаешь, что тебе как будто сделали подсечку; возникает секундный шок, блэкаут, — и примерно в этот момент рассказ заканчивается. Дальше ты вынужден перечитывать рассказ сначала — «распаковывать» смысловые эллипсисы, самостоятельно восстанавливать фабулу и считывать второй ряд знаков; захватывающий, хотя и психологически не слишком комфортный опыт.— 
В 2011 году вышел в свет второй сборник рассказав Ивана Наумова «Мальчик с саблей». Под одной обложкой были собраны 13 рассказов, которые разделены на три части двумя короткими зарисовками-эссе. Давшая название сборнику повесть «Мальчик с саблей» была скорее военной прозой, описывающей войну в вымышленной стране Тополина, которую критики связывали с реальной войной в Югославии. Причём автору удалось очень точно передать атмосферу современной войны. В рассказах, вошедших в книгу, критики просматривали аллюзии на «Трудно быть богом» братьев Стругацких, а в героях видели Хемингуэевский фатализм и обреченность, которые толкают их на последнюю схватку, понимая всю проигрышность ситуации. Повесть «Мальчик с саблей» попала в финал ежегодной премии Ивана Петровича Белкина 2011 года. В этом же году Наумов принял участие в романе-буриме «Шестнадцать карт» (ему принадлежит пятая глава «Охота»), который был написан шестнадцатью авторами (инициатор и один из авторов романа Григорий Аросев). Роман был напечатан в «толстом» литературном журнале «Урал».
В 2012 году на бумаге реализовался уникальный стим-панк-проект «Кетополис. Киты и броненосцы» — группа из шестнадцати авторов (Дмитрий Колодан, Карина Шаинян, Шимун Врочек, Иван Наумов, Лариса Бортникова, и другие) играла роль переводчиков исландского автора Грэя Ф. Грина (Grey Ph. Green). Наумов участвовал в проекте повестью «Прощание с Баклавским». Это произведение, признаваемое критиками лучшим в романе, показало автора зрелым и сильным прозаиком. Наумов стал первым автором из команды проекта «Кетополис», раскрывшим своё имя. Критики оценили этот шаг позитивно, сетуя на то, что «Прощание с Баклавским» не превратилось в большое самостоятельное произведение. Повесть участвовала в ряде литературных конкурсов 2011 и 2012 годов и получила две заслуженных награды: премию им. Вл. Одоевского и «Бронзовый РОСКОН».
В вышедшем в феврале 2012 года романе «Тени. Книга 1. Бестиарий» критики отмечали рассыпающийся сюжет, слабость композиции и переизбыток супергероев. При этом подчёркивалось, что Наумов, в отличие от других авторов мира «Этногенеза», более наглядно представляет читателю процесс превращения обычного человека в супергероя, которому совершение подвигов нужно почти на физиологическом уровне. В 2013 году роман участвовал в конкурсе РосКон (номинация «Межавторский проект»), но успеха не имел.

### Балканский рубеж

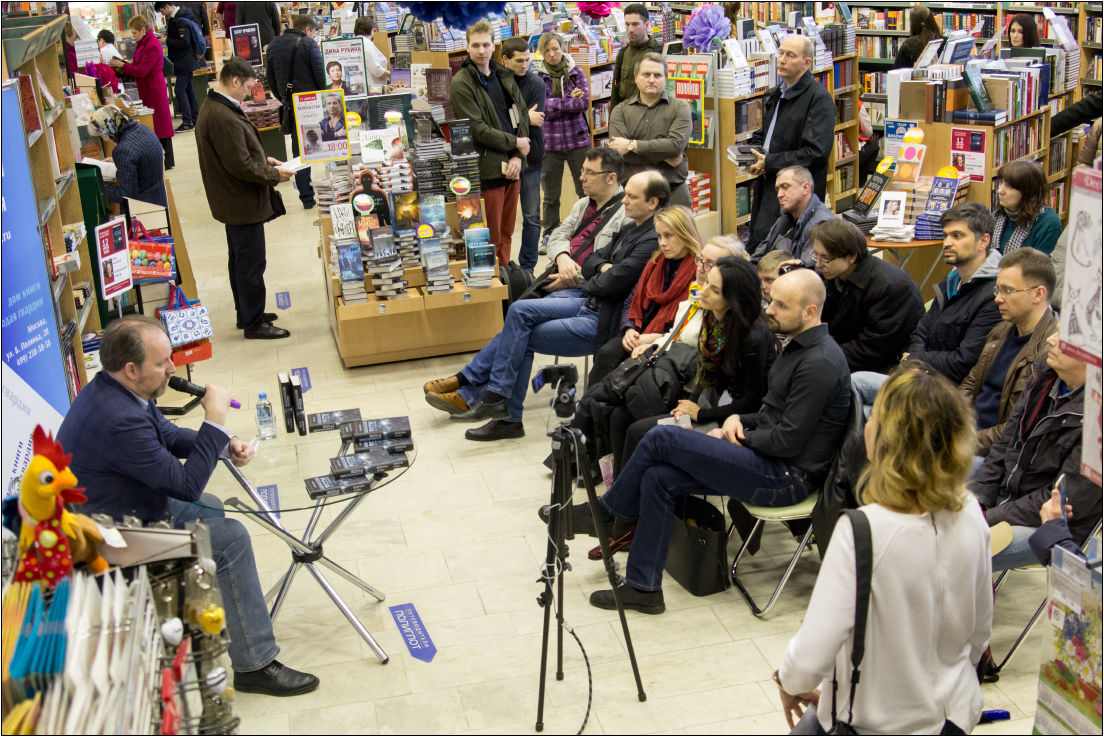
Встреча с читателями на презентации романа «Балканский рубеж» 12 апреля 2019 года

21 марта 2019 года в российский прокат вышел фильм «Балканский рубеж» — сценарий фильма был написан Иваном Наумовым в соавторстве с Андреем Анайкиным и Натальей Назаровой. Сценарий фильма писался в течение нескольких лет и между первой и окончательной версией прошло три года. Всего было написано около тридцати версий сценария. первая версия содержала более 600 страниц, а версия переданная режиссёру фильма имела менее 400 страниц. Во время работы над сценарием Наумов встречался с участниками событий, в том числе и с Юнус-Беком Евкуровым.
Одновременно с фильмом в продаже появился роман «Балканский рубеж». В своих выступлениях Иван Наумов подчёркивал, что книга не является новеллизацией фильма, а создавалась параллельно сценарию и значительно отличается от показанного на экране.

## Критика
Творчество Ивана Наумова не направлено на развлечение и опирается на традиции братьев Стругацких, Стани́слава Лема, Рэя Брэдбери в фантастике и Е. И. Михальского в эсперанто-поэзии. Российские критики традиционно относят стихи Наумова на эсперанто к Московской школе эсперанто-поэзии, однако Хорхе Камачо считал, что Наумов — скорее исключение из традиций «Московской школы».
Творчество писателя-фантаста Наумова критики включают в «цветную волну» российской фантастики. Василий Владимирский в 2013 году отмечал, что Иван Наумов «с равной лёгкостью пишет о событиях, происходящих на истерзанной ядерной войной Земле, в древней и загадочной Индии, на далёкой высокотехнологичной планете, в странном мире, обитатели которого живут внутри грибов, — и о буднях ограниченного миротворческого контингента Российской Федерации в некой восточноевропейской стране. Это не всеядность, а, скорее, острая тяга к постоянной смене репертуара, стремление непременно сыграть все главные роли мировой драматургии». Являясь представителем «цветной волны» российской фантастики, творчество Наумова заметно отличается от «коллег по волне». Его творчество имеет явные связи с современностью и даже в явно фантастических произведениях он обращается «к вопросам социальной реальности». Одним из типичных образов в его творчестве является образ защитника или стража, который защищает сформировавшийся порядок вещей. Для достижения своих творческих целей автор часто ставит своих героев в ситуации пересечения цивилизаций разного уровня технологий, мировосприятия, отношения к возникающим обстоятельствам. Ставя героев на охрану границ, сам Наумов легко переходит сложившиеся в рамках «цветной волны» границы фантастики и смело вторгается на территорию классической литературы. Подобные вторжения были высоко оценены и читателями и критиками, что подтверждается вручением Ивану Наумову премии Ивана Петровича Белкина в 2010 году. При этом критики отмечали, что, как и большинство представителей «цветной волны», вышедших из сетевой литературы, Наумов не отказывается от участия в совместных проектах, таких как романы «Кетополис», «Шестнадцать карт» или сценарий «Балканский рубеж». Российские критики отмечают, что творчество Ивана Наумова не будет иметь успеха в массовой литературе, но всегда найдёт своего читателя.

## Награды и премии
| Год  | Премия                                                           | Произведение                              | Статус                          | Первое издание                               |
| ---- | ---------------------------------------------------------------- | ----------------------------------------- | ------------------------------- | -------------------------------------------- |
| 1992 | эсп. Liro (оригинальная поэзия)                                  |                                           | лауреат                         |                                              |
| 1995 | эсп. Litova Stelo (оригинальная поэзия)                          | «эсп. Plejo»                              | первая премия                   | «эсп. Plejo» — «Музыка — это сны», 1995 год  |
| 2008 | «Звёздный Мост» (Лучшая дебютная книга)                          | Обмен заложниками                         | 3-е место («Бронзовый Кадуцей») | 2008 год                                     |
| 2009 | «Серебряная стрела» (Конкурсных дел мастер)                      |                                           | Лауреат                         |                                              |
| 2009 | РосКон (Повесть, рассказ)                                        | Сан Конг                                  | 3-е место («Бронзовый РОСКОН»)  | Подкаст «МДС» для «Samsung Mobile», 2007 год |
| 2009 | «Итоги года» от журнала «Мир Фантастики» (Лучшая дебютная книга) | «Обмен заложниками»                       | Лауреат                         | «Обмен заложниками», 2008 год                |
| 2012 | премия им. Вл. Одоевского                                        | Прощание с Баклавским: история инспектора | лауреат                         | «Русская фантастика 2011», 2010 год          |
| 2012 | РосКон (Повесть, рассказ)                                        | Прощание с Баклавским: история инспектора | 3-е место («Бронзовый РОСКОН»)  | «Русская фантастика 2011», 2010 год          |
| 2013 | РосКон (Повесть, рассказ)                                        | Мальчик с саблей                          | 2-е место («Серебряный РОСКОН») | «Дружба народов», 2010 год                   |
| 2013 | «Филигрань» (Повесть)                                            | Созданная для тебя                        | Малая Филигрань                 | сборник «Мальчик с саблей», 2012 год         |

## Комментарии
1. ↑  В русскоязычную часть было включено два стихотворения на английском языке — в дальнейшем Наумов стихи на английском не издавал.